# Мирноградвугілля
ДП «Мирноградвугілля» (до 2017 р. Красноармійськвугілля) (Торецьквугілля).
Включає 4 шахти, які видобувають енергетичне та коксівне вугілля, загальний фактичний видобуток не перевищуює 1 млн т на рік (2010). 21 вугільний пласт. Потужність 0,7…1,3 м. Кут падіння 8…16°. Глибина розробки до 1250 м.
Місцезнаходження — 85323, вул. Соборна, 1, м. Мирноград Донецької обл.
ДП «Мирноградвугілля» входить у десятку підприємств країни з найбільшою заборгованістю по заробітній платі перед працівниками станом на 2018 рік.

## Підприємства
- Шахта «Капітальна»
- Шахта «Центральна»
- Шахта «5/6»
- Шахта «Родинська»